# Ziferblat
Ziferblat, en ukrainien : Циферблат (Tsyferblat) est un groupe de rock alternatif ukrainien formé en 2015. Il est formé de Danyil Leshchynskyi (chant), Valentyn Leshchynskyi (guitare) et Fedir Khodakov (batterie).
Ils représentent l'Ukraine au Concours Eurovision de la chanson 2025 avec le titre Bird of Pray.

## Carrière
Originaires de Kiev, les frères Danyil et Valentyn Leshchynskyi forment en 2015 le groupe Ziferblat, nommé après un café de Kiev où avait eu lieu leur premier concert. Leur premier EP, intitulé Kinoseans, sort en décembre 2017.
En 2019, Fedir Khodakov rejoint le groupe en tant que batteur alors que le groupe participe à la dixième saison de la version ukrainienne de X-Factor, où ils interprètent leur nouveau single Vnochi. Initialement engagé uniquement pour la durée du télé-crochet, Khodakov décide de rester au sein du groupe.
Le 7 avril 2023, le groupe sort son premier album, Peretvorennya, et remporte le prix du meilleur nouvel artiste alternatif aux MUZVAR Awards.

### Concours Eurovision de la chanson
En 2024, après un premier échec l'année précédente, le groupe atteint la finale du Vidbir 2024, la sélection nationale ukrainienne pour le Concours Eurovision de la chanson 2024 organisée par Suspilne, avec leur titre Place I Call Home. Le groupe reçoit le plus de points du jury et termine 2e du classement avec 19 points, derrière Alyona Alyona et Jerry Heil.
Le 8 février 2025, de nouveau qualifié pour le Vidbir, le groupe remporte cette fois-ci la compétition avec leur titre Bird of Pray, et reçoit donc le droit de représenter l'Ukraine au Concours Eurovision de la chanson 2025. Le groupe se produit lors de la première demi-finale le 13 mai 2025, et se qualifie pour la finale du 17 mai où il termine à la 9e place avec 218 points.

## Style
Bien que certains journalistes leurs attribuent plusieurs genres, allant du rock alternatif à la pop, les artistes eux-mêmes disent ne s'associer à aucun genre et ne souhaitent pas travailler dans une seule direction musicale.
Dans leurs chansons, le groupe fait souvent référence à des œuvres de la littérature mondiale, mélangeant des histoires fictives à leur vécu personnel. Ainsi, la chanson « Твоє Ім'я » (en français : Ton nom) est inspirée du personnage de Remedios de « Cent Ans de solitude » de Gabriel García Márquez.

## Discographie

### Album
- 2023 : Peretvorennya

### EP
- 2017 : Kinoseans

### Singles
- 2019 : Vnochi
- 2022 : Zemlya
- 2022 : Dlya choho ty pryyshla
- 2023 : Dysko-Fanko Terapiya
- 2023 : Place I Call Home
- 2024 : Litaky
- 2024 : Druh
- 2024 : Doteper i nazavzhdy" (featuring Tember Blanche)
- 2025 : Bird of Pray